# Xenodasys
Xenodasys is een geslacht van buikharigen uit de familie van de Xenodasyidae. De wetenschappelijke naam van het geslacht soort werd voor het eerst geldig gepubliceerd in 1967 door Swedmark.

## Soorten
- Xenodasys eknomios Todaro, Guidi, Leasi & Tongiorgi, 2006
- Xenodasys riedli (Schoepfer-Sterrer, 1969)
- Xenodasys sanctigoulveni Swedmark, 1967